# ブリヌイ

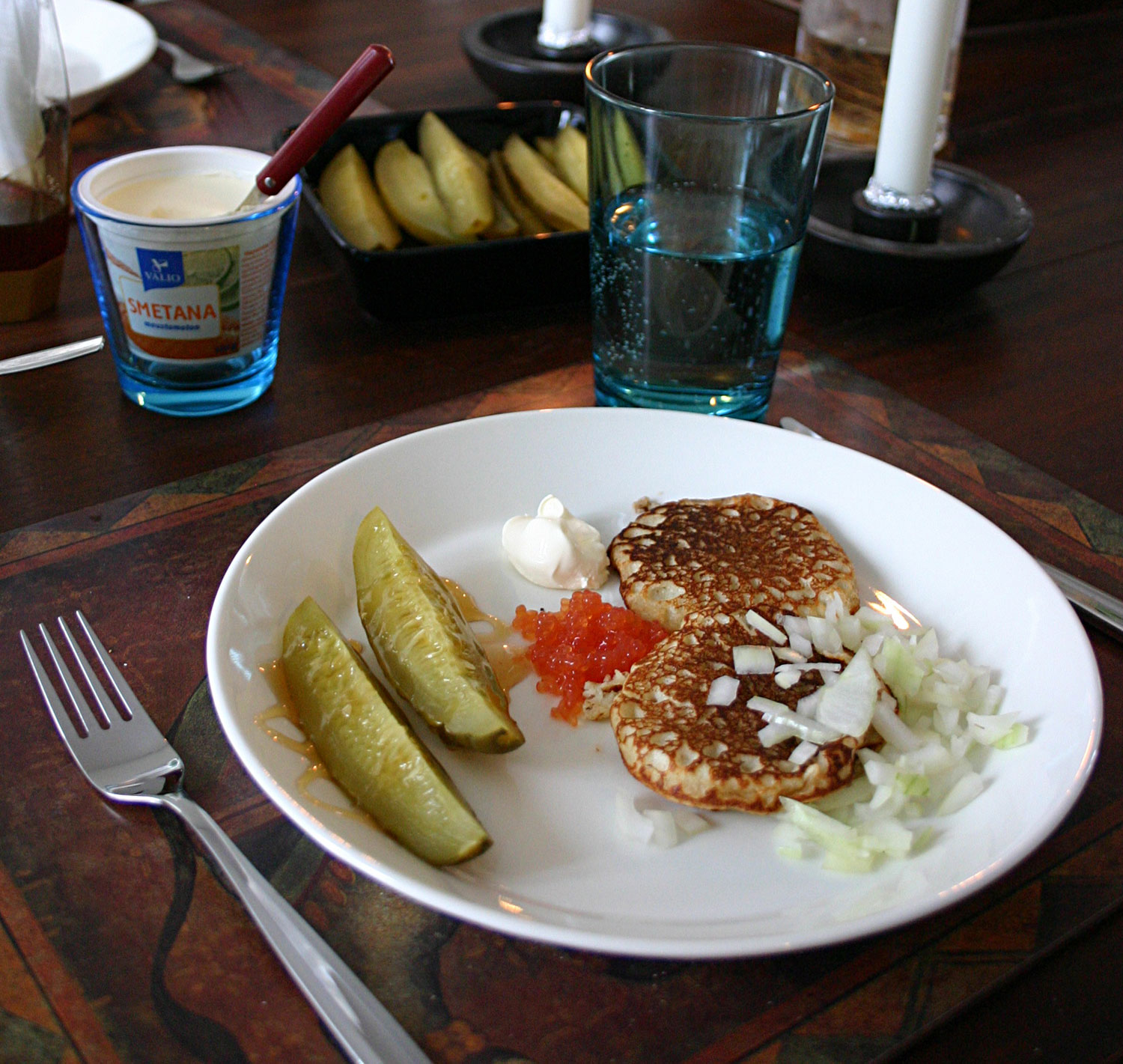
スメタナ、魚卵、刻み玉葱、胡瓜のピクルスを添えたブリヌイ。

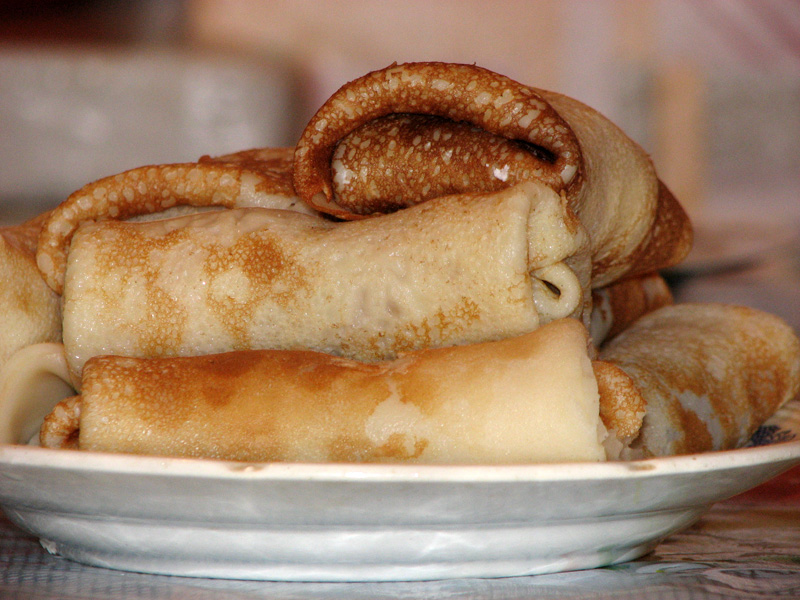
ブリヌイ。

ブリヌイ（ロシア語: блины́ ブリヌィー、単数: блин [blʲin] ( 音声ファイル) ブリーン、英語: blini）とは、直径13センチメートルから18センチメートルくらいの薄いクレープやパンケーキに類似するロシア料理の1つである。ソ連時代は食堂で出されることは少なかったが、ソ連崩壊後に外食としての地位を回復した。現在のロシアには、ブリヌイを専門とするファーストフード店も存在する。

## 概要
薄力粉（またはソバ粉、エンバク、米粉）、卵、牛乳、塩、砂糖、ヨーグルトなどを混ぜ合わせた生地をイーストで発酵させ、専用のフライパンでひまわり油やバターを使って薄く焼き上げる。発酵の過程で炭酸ガスを多く生成させるために長く寝かせ、生地の質感は軽く、焼き上がりの時間は早い。バターをたっぷりと塗ってからスメタナ（サワークリーム）、キャビア、ザワークラウト、魚の燻製などをのせてザクースカ（前菜）としたり、ジャムなどをのせて茶菓やデザートとして食べる。
ブリンは通常以下の食べ方がある。
- そのまま食べる - この場合にはバターやレーズン、玉葱、ジャガイモなどを生地にふりかけて焼く事もある。
- 具をのせる（もしくは包む） - ベーコン、スメタナ、ジャム、キャビア、鮭やチョウザメの燻製などをのせて折りたたんだり巻いたりして食べる。キャビアをのせるのはロシアの伝統的なスタイルで、カクテルパーティによく出される。
- ブリヌイのパイ（ピローク）- 残ったブリヌイの間に上記のような具をはさんで重ね、オーブンで焼く。

## ブリヌイにまつわる伝統
16世紀から17世紀のモスクワの市場で、すでにブリヌイが売られていた記録が残る。
ロシアでは日常の生活でも食べられているが、特に2月下旬に催される四旬節の前の週マースレニッツァ（ロシア語: Масленица, Maslenitsa、「バター祭り」の意、cf.謝肉祭）には大量のブリヌイが消費される。ブリヌイはその丸い形状から太陽の象徴とされ、キリスト教が広まる以前のスラブ民族の間でいくつかの儀式に利用されていた。この習慣はキリスト教が広まった後も正教会により引き継がれ、冬が終わり新しく太陽が再生される事を祝うマースレニッツァには伝統的にブリヌイが祖先の霊への食事、貧者に施す追善料理として用意される（cf.冬至、クリスマス）。マースレニッツァの終わりは四旬節の始まりであり、肉、魚肉はもとより、乳製品や卵の消費が復活祭まで禁じられるため、マースレニッツァの間にブリヌイを消費することは乳製品や卵を四旬節までに使い切ってしまうという現実的な意義もある。マースレニッツァの最終日までに消費しきれなかったブリヌイは、藁でできた巨大な人形（ひとがた）のマースレニッツァ姫（冬の象徴。マレーナ Марена またはコストロマー Кострома とも）と共に火にくべられ、その灰は豊作を願って畑に撒かれる。
マースレニッツァにブリヌイを食べる習慣は、比較的新しい習慣だとする意見も存在する。
ブリヌイの丸くて欠ける所のない形は、満月や人生の円満さをも象徴している。葬儀の際には、死者を悼んでブリヌイが振舞われ、先祖の魂の象徴として、棺桶の中に一緒に入れ、出産をした後の母親にも供される。ロシアには、巡礼者や貧者のために窓の下枠にブリヌイを供える風習もあった。
また、特別な日に客人を歓迎するシンボルとして、ブリヌイが振る舞われる習慣がある。そういう場合にブリヌイを断る事は非礼な行為とみなされる。
なお、ロシアには「ブリーンも最初の一枚は失敗する」（初めの失敗は付き物）という諺がある。

## 語源
元来ブリヌイはスラブ人の食べ物だった。穀物をすり潰して作る粉を材料とすることから、ロシア語のルーツである古スラブ語の「すりつぶす」という意味の「ムリン（mlin）」という単語を語源とする。やがて語頭の「m」が「b」に転訛し、単数形で「ブリーン（blin）」、複数形で「ブリヌイ」と呼ばれるようになった。小さめのブリヌイは、しばしば「ブリヌイ」の指小形である「ブリンチキ（Blinchiki）」と呼ばれることもある。
ただし、ケン・アルバーラは著書の中で、ブリンチキは「ブリンツ」という揚げ料理に源を発する、イーストを使わず具を生地に詰めて巻いた料理であり、ブリヌイとは別ものと考えるべきである、と述べている。。